# Prêmio TVyNovelas de 2010
28º Prêmio TVyNovelas

Novela: 

Hasta Qué el Dinero nos Separe
Atriz: 

Itati Cantoral
Ator: 

Pedro Fernández
O Prêmio TVyNovelas 2010 foi a 28ª edição do Prêmio TVyNovelas, prêmio entregue pela revista homônima aos melhores artistas e produções da televisão mexicana referente ao ano de 2009. O evento ocorreu no dia 14 de Março de 2010 em Acapulco. Foi transmitido pela emissora mexicana Canal de las Estrellas e apresentado pela cantora Yuri.